# Viktor Logounov
Pour les articles homonymes, voir Logounov.
Viktor Alekseïevitch Logounov (en russe : Виктор Алексеевич Логунов), né le 21 juillet 1944 à Moscou (RSFSR) et mort le 10 octobre 2022, est un coureur cycliste soviétique. 
Il a notamment été médaillé d'argent du tandem aux Jeux olympiques de 1964, avec Imants Bodnieks. Lors de ces Jeux, il a également pris la neuvième place du kilomètre. Après sa carrière de coureur, il est devenu entraîneur et a préparé l'équipe unifiée pour les Jeux olympiques de 1992.

## Palmarès
- 1964
  -  Médaillé d'argent du tandem aux Jeux olympiques de Tokyo (avec Imants Bodnieks)
  - 9e du kilomètre aux Jeux olympiques de Tokyo
- 1966
  - 4e du championnat du monde amateurs de tandem (avec Imants Bodnieks)
- 1968
  -  Champion d'URSS de tandem (avec Imants Bodnieks)
- 1970
  - Quart-de-finaliste du championnat du monde de tandem amateurs (avec Igor Tselovalnikov)